# Sitio de Oviedo (1936)
El sitio de Oviedo hace referencia a las operaciones militares que tuvieron lugar en torno a esta ciudad durante los primeros meses de la guerra civil española, enfrentando a las fuerzas sublevadas o «nacionales» contra las fuerzas leales al gobierno republicano y, principalmente, las poderosas milicias obreras.
Tras el comienzo del golpe de Estado de julio de 1936, se produjeron numerosas sublevaciones militares a lo largo de toda la península. En dicho contexto la ciudad de Oviedo se une a las fuerzas sublevadas por orden del jefe de la guarnición militar, el coronel Antonio Aranda. Desde entonces ésta quedó sitiada por las milicias mineras y/o obreras que se habían mantenido fieles a la República. A pesar de la presión republicana —la ciudad fue duramente bombardeada por los sitiadores—, la capital asturiana se mantuvo en esta situación durante varios meses, hasta que el 17 de octubre de 1936, fuerzas sublevadas procedentes de Galicia lograron romper el cerco al que estaba sometida la ciudad.

## Antecedentes

### Situación militar y conspiración
Asturias, y particularmente Oviedo, habían sido testigos de los hechos revolucionarios de 1934.. Las unidades militares destinadas en el principado se habían mostrado incapaces de poder hacer frente a los revolucionarios, por lo que el gobierno republicano había reforzado la guarnición. Se constituyó una comandancia militar de Asturias —separada de la VIII División Orgánica— y se organizó una Brigada Mixta de Montaña. Dependían de ella el Regimiento de Infantería «Milán» n.º 32, con base en Oviedo, y el Regimiento de Infantería «Simancas» n.º 40, con base en Gijón, y un Grupo de Artillería de Montaña estacionado en Oviedo. En Gijón tenían su base una compañía de transmisiones y un batallón de ingenieros zapadores, aunque este último pertenecía la VIII División. Además de estas fuerzas, en Asturias se encontraban destinadas ocho compañías de guardias civiles —una basada en Oviedo y otra en Gijón—, una compañía de guardias de asalto —con base en Oviedo— y dos compañías de carabineros —una de ellas en Gijón—. Hacia el 18 de julio de 1936, los conspiradores de Oviedo contaban aproximadamente con unos 660 soldados, ocho piezas de artillería, 1300 guardias civiles, 270 guardias de asalto y 300 carabineros. También contaban con importantes reservas de armamento y municiones.
Al frente de estas fuerzas se encontraba el coronel Antonio Aranda, que aunque era un militar prestigioso y tenía fama de republicano, no era de la confianza de muchos republicanos puesto que había participado en la represión de la revolución de Asturias. Aranda, implicado en la conspiración militar contra el gobierno republicano, contaba con la adhesión de los coroneles Antonio Pinilla —jefe del regimiento «Simancas»— y Eduardo Recas —jefe del regimiento «Milán»—, del teniente coronel Luis Valcárcel —jefe del batallón de zapadores de Gijón—, y del comandante de la Guardia Civil en Asturias, Santiago Alonso Muñoz. Por el contrario, no contaba con el respaldo ni del jefe local de la Guardia de Asalto —comandante Alfonso Ros— ni del jefe de los Carabineros —teniente coronel Ricardo Ballinas—.

### Los días previos
Ya en la noche del 17 de julio, tras conocerse la sublevación del Ejército en el Protectorado de Marruecos, los sindicatos y organizaciones obreras comenzaron a prepararse para hacer frente a una posible sublevación militar en la región. Los conspiradores no consideraban a Oviedo —epicentro de la revolución asturiana de 1934— un lugar factible para sublevarse, e inicialmente se consideró que cualquier rebelión estaba condenada al fracaso. Entre los conspiradores también existían disensiones. Aranda tenía reputación de ser masón y liberal, por lo que mantenía buenas relaciones con las autoridades locales. De hecho, la Falange desconfiaba de él. Cuando se produjo la sublevación, Aranda se declaró leal a la República y convenció al gobernador civil de Oviedo, Isidro Liarte Lausín, y a los líderes sindicales de que la situación en Asturias era tranquila, quitándole importancia al alcance de la rebelión. Incluso se ofreció a repartir armas entre los trabajadores.
Las autoridades locales quedaron lo bastante convencidas por las explicaciones de Aranda que autorizaron a que 4.000 mineros y obreros metalúrgicos se organizasen en milicias que saldrían de Asturias hacia otras partes de España para tomar parte en el incipiente conflicto. A pesar de sus reservas iniciales que mostró, al final Aranda cedió y acabó entregando 200 mosquetones a la columna minera que se estaba organizando. Sin embargo, mientras tenía lugar la movilización de las milicias obreras, Aranda secretamente dio orden a los efectivos de la Guardia Civil y la Guardia de Asalto de Asturias para que se concentraran en Oviedo. La noche del 18 de julio Aranda salió discretamente de Oviedo para encontrarse con el coronel Pinilla en Gijón, y ultimar los planes de cara a la sublevación; acordó con Pinilla que se declararía el estado de guerra de forma simultánea en Gijón y Oviedo, así como los pasos a tomar tras el inicio del alzamiento. No obstante, regresó a la capital ovetense con una pésima impresión sobre la actuación que tendrían tanto los guardias de asalto en Gijón como los carabineros en Avilés cuando se produjera la sublevación.
A pesar de todas las dificultades, los sublevados pudieron contar con la presencia en Oviedo del comandante Gerardo Caballero. Este había sido antiguo comandante del 10.º Grupo de Asalto —que operaba en Asturias—, y había tenido un destacado papel en la represión contra los mineros. Aunque el gobierno republicano lo había destituido tras las elecciones de febrero de 1936 y asignado a la V División Orgánica en Zaragoza, para el 18 de julio había logrado trasladarse nuevamente a Oviedo.

## La sublevación

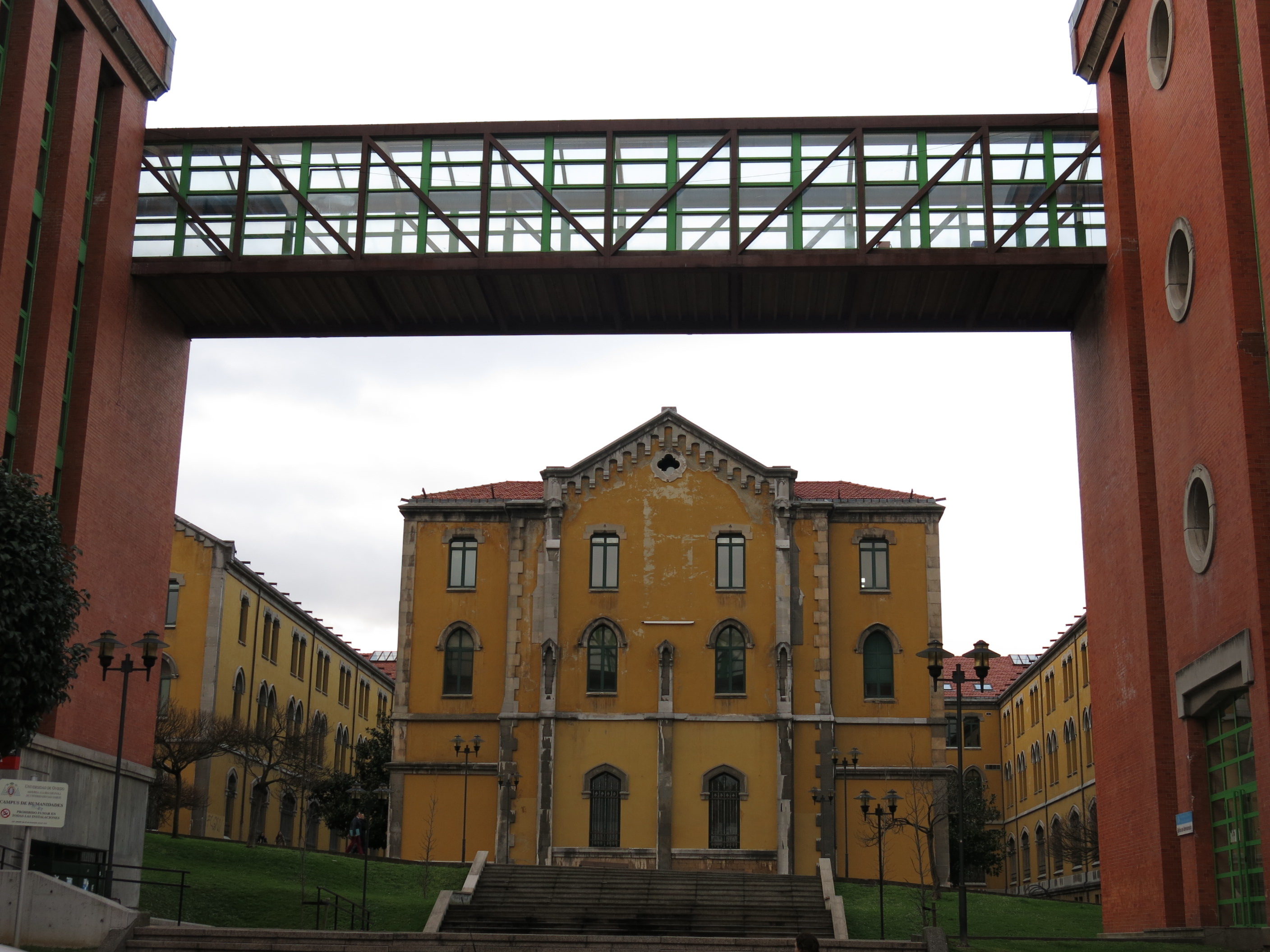
Antiguo cuartel del Regimiento de Infantería «Milán».

Al día siguiente (19 de julio), los conspiradores continuaron con los preparativos. Mientras tanto, por la mañana salieron de Oviedo dos columnas de mineros, convencidos de que la situación en Asturias estaba asegurada. A pesar de ello, a lo largo del día Aranda no hizo entrega de armas a la población bajo varios pretextos. La situación era incierta en toda España: para entonces ya se habían sublevado las guarniciones de grandes ciudades como Barcelona o Sevilla, así como Valladolid, Burgos o Pamplona. Tras haber conversado con el general Mola —«director» de la conspiración militar—, a las 5 de la tarde Aranda declaró el estado de guerra. Además de las fuerzas militares bajo su mando, contó con el apoyo de la Guardia Civil y las milicias de Falange. A continuación llamó al comandante de Gijón, coronel Pinilla, comunicándole que se uniera a la sublevación. También llamó al director de la fábrica de armas de Trubia, el coronel José Franco Mussió, conminándole para que se uniera a su plan y se sublevara, pero éste se mostró reticente. El coronel Franco finalmente no se unió a los rebeldes, lo que dejó la fábrica de Trubia en manos republicanas. Desde Radio Asturias se lanzó una alocución en la que justificaba la rebelión para devolver el orden a la República.
Aranda logró hacerse con el control de los principales edificios y centros neurálgicos de la ciudad. Los obreros que habían quedado en Oviedo y que aguardaban recibir armas fueron masacrados por las fuerzas sublevadas. El gobierno civil no fue tomado inicialmente por los sublevados y continuó resistiendo hasta el anochecer, cuando se rindió. El cuartel de la Guardia de Asalto no se sublevó, por lo que Aranda encargó al comandante Caballero que lo tomase al asalto. Allí resistieron el comandante de Asalto Alfonso Ros y un grupo de guardias de asalto leales hasta la mañana del 20 de julio, momento en que él y sus hombres se rindieron. Al frente de un grupo de guardias civiles, el comandante Caballero logró hacerse con el control del cuartel. Acto seguido, el comandante Ros y sus hombres fueron llevados a uno de los muros del cuartel y ejecutados al instante. Junto a los guardias de asalto también fue fusilado un numeroso grupo de milicianos que resistían en el cuartel.
La rebelión militar sorprendió a muchos republicanos de la capital asturiana —factor que benefició a los sublevados—, y muchos de ellos cayeron hechos prisioneros. El gobernador civil de Oviedo, Liarte Lausín, también fue hecho prisionero por las tropas de Aranda, al igual que otros muchos funcionarios, sindicalistas y políticos leales al gobierno. Aranda pudo así hacerse con el control de Oviedo, aunque en el resto de Asturias no encontró respaldo —salvo Gijón, donde el coronel Pinilla había logrado sublevarse—. Para el 21 de julio, tras asegurar el control del casco urbano, Oviedo se encontraba aislada dentro del territorio republicano y sin conexión con el mar.

## Comienzo del sitio

### Situación inicial
Al frente de las fuerzas milicianas de Oviedo estaba el socialista Francisco Martínez Dutor, veterano de la revolución de 1934. Sus fuerzas, que habían regresado de la frustrada expedición a León, contaban con la artillería procedente de la Fábrica de armas de Trubia. Los republicanos no disponían de unidades regulares del Ejército, por lo que sus fuerzas estaban compuestas principalmente por milicias de los partidos y sindicatos del Frente Popular. Las fuerzas republicanas pusieron a Oviedo bajo sitio el mismo 20 de julio, al tiempo que también sitiaban a las fuerzas sublevadas en Gijón, a poca distancia de Oviedo. En Gijón los sublevados mantuvieron sus posiciones en el cuartel de Simancas hasta el 16 de agosto, hecho que impidió a los republicanos poder sitiar Oviedo de forma adecuada. La resistencia sublevada en Gijón continuó hasta el 21 de agosto, cuando cesó por completo. A partir de ese momento los republicanos centraron sus esfuerzos en la capital asturiana. Sin embargo, el hecho de que doscientos defensores tuvieran retenidas a un buen número de milicias republicanas significó que estas fuerzas estuvieran inmovilizadas durante un mes. Esto supuso que los republicanos perdieran un tiempo precioso, tiempo que Aranda dispuso para organizar el perímetro defensivo.
Después de que finalizasen las operaciones en Gijón, las fuerzas republicanas estaban en condiciones de poder reforzar el sitio de Oviedo. La mayor parte de las milicias atacantes estaban compuestas por numerosos mineros de la provincia. La fuerza de asedio, sin embargo, tuvo varios problemas; carecía de profesionalismo y apenas si disponía de entrenamiento militar, dado que la mayor parte de las fuerzas armadas, incluyendo a la Guardia de Asalto, se había unido al levantamiento. Además, una columna de relevo procedente de Galicia avanzaba hacia la capital asturiana, y debido a las operaciones militares en Gijón, las fuerzas republicanas no habían podido disponer de efectivos suficientes para hacer frente a este avance. Ello facilitó que la fuerza de relevo realizara avances sustanciales hacia la capital provincial. Mientras tanto, las fuerzas que sitiaban Oviedo no disponían ni del material ni del equipo apropiado para llevar a cabo un asedio, a excepción de la numerosa dinamita que la que disponían. El terreno tampoco facilitaba las operaciones militares de asedio. Aranda se había asegurado de ocupar las alturas alrededor de Oviedo para reforzar la defensa de la ciudad.
En el interior de la ciudad, las fuerzas de Aranda tenían en su poder a entre 700 y 1000 personas detenidas, muchas de ellas esposas de diputados republicanos y dirigentes sindicales. Dentro de la ciudad, se desató una fuerte represión contra todos aquellos sectores y personas considerados izquierdistas; Aranda autorizó que los escuadrones falangistas salieran cada noche en busca de personas a las que detener, y con frecuencia a la mañana siguiente solían aparecer cadáveres en las calles. Las fuerzas sublevadas llegaron incluso a usar a prisioneros políticos como escudos humanos.

### Los atacantes estrechan el cerco
Dos destacados sindicalistas —Otero, un minero socialista, e Higinio Carrocera, un trabajador metalúrgico anarquista— asumieron la dirección de la operaciones en Oviedo. Posteriormente el teniente coronel Javier Linares Aranzabe fue nombrado jefe del sector de Oviedo y dirigió los asaltos contra la ciudad. Los atacantes habían cortado el suministro de agua desde el comienzo. Las fuerzas sublevadas, sin embargo, hicieron del embalse de la ciudad uno de los puntos fuertes del sistema defensivo, y a través de su racionamiento fueron capaces de soportar el asedio. Pero a pesar de estos esfuerzos, el agua no podría ser usada para labores de higiene. Como importante centro logístico que era Oviedo, desde los primeros días tanto la guarnición como la población dispusieron de una considerable reserva de alimentos.
Hasta el 4 de septiembre no tuvieron lugar combates de importancia en el sector de Oviedo: ese día los atacantes lanzaron un potente bombardeo aéreo y artillero contra las posiciones sublevadas. Alrededor de 1500 bombas y proyectiles de artillería fueron arrojadas sobre Oviedo, provocando la interrupción del suministro del gas, la electricidad, y la red telefónica, provocando un apagón total en la ciudad. Cuatro días después, contando con el apoyo de artillería y aviación, las milicias republicanas trataron de capturar uno de los puestos avanzados de la línea defensiva. Los defensores reaccionaron situando varias piezas de artillería en posición elevada para que actuasen como cañones antiaéreos. Además, se vieron apoyados por tres tanques Trubia A-4 del Regimiento de Infantería «Milán». El «Trubia» era una versión española del tanque francés Renault FT que tanto éxito había tenido en la Gran Guerra, y que había sido utilizado por el Ejército de África en la guerra del Rif, especialmente durante el desembarco de Alhucemas. A pesar de contar con un importante apoyo artillero y aéreo, tras una batalla de 12 horas los atacantes fueron rechazados.
El potente bombardeo había provocado numerosas bajas civiles, aunque hubo más muertes debido a la falta de agua para la higiene. Muchas personas que simpatizaban con el Frente Popular se acabaron uniendo a las fuerzas sublevadas en Oviedo porque algún miembro de su familia había resultado muerto o herido por las explosiones de la artillería republicana. A pesar de que dentro de ciudad seguía habiendo un gran número de partidarios de la República, los defensores contaban con la ventaja de que una parte de los habitantes eran políticamente neutrales. Los sitiadores incrementaron la presión sobre Oviedo a medida que fue avanzando el mes de septiembre. Debido a la falta de agua para labores de higiene se desató una epidemia de tifus que se cobró muchas vidas, especialmente entre los físicamente débiles, los ancianos y los más jóvenes.

### Asalto final y liberación
El 4 de octubre —el día anterior al segundo aniversario de la Revolución de Asturias de 1934— las milicias del Frente Popular emprendieron una ofensiva generalizada. Los atacantes tenían prisa por conquistar la ciudad, ya que las temidas unidades del Ejército de África habían reforzado la columna de socorro que, procedente de Galicia, avanzaba hacia la capital asturiana. Aunque las milicias republicanas habían reforzado la presión sobre Oviedo y habían logrado retrasar por dos semanas el avance de la columna de socorro, ésta se encontraba a tan sólo 24 kilómetros del centro de Oviedo. Además, la columna para entonces contaba con unos 19.000 efectivos, y había sido reforzada con un batallón de la Legión y con ocho tabores de Regulares. Aranda ya había perdido a la mitad de los defensores, y los atacantes, al conquistar una de las alturas que dominaba la ciudad, habían logrado superar uno de los ejes en los que se apoyaba la defensa urbana. Los combates duraron una semana, y uno tras otro los sublevados fueron perdiendo los puntos fuertes de la línea defensiva. Forzado por las circunstancias, Aranda ordenó a sus tropas que abandonaran el perímetro defensivo y retiró a los supervivientes al interior de la ciudad. Para entonces sus fuerzas habían consumido en torno al 90% de sus reservas de munición. La munición de ametralladora también se había agotado, por lo que los defensores tuvieron que recurrir al combate cuerpo a cuerpo. Entre ambos bandos se desarrolló una intensa lucha casa por casa. Los defensores se encontraban casi sin munición cuando varios pilotos sublevados lograron lanzarles 30.000 cartuchos de munición diversa.

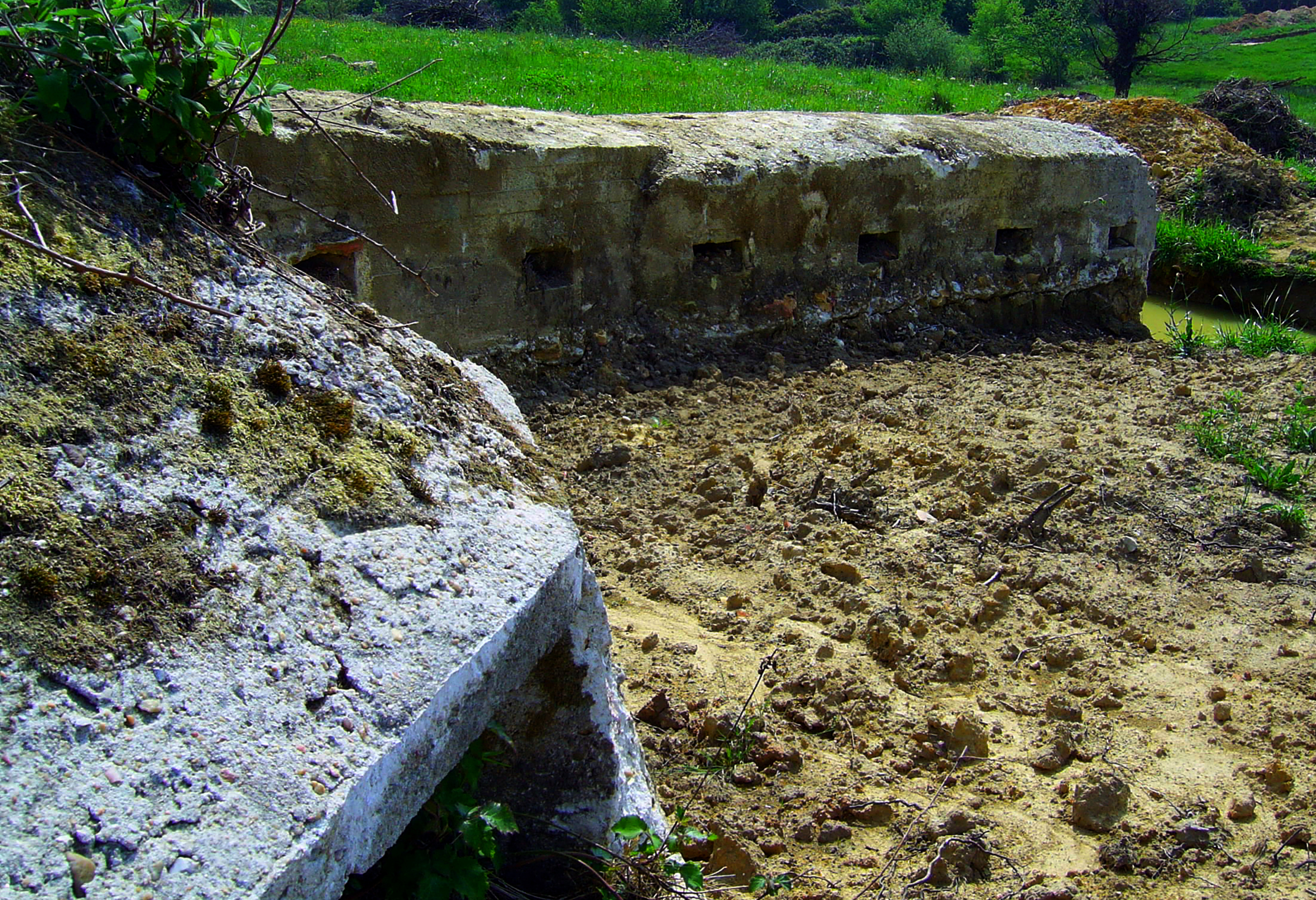
Búnker situado en los alrededores de Oviedo, levantado durante el sitio a la ciudad.

A Aranda ya solo le quedaban 500 defensores, por lo que retiró a sus fuerzas al centro de la ciudad para emprender una última resistencia. Para entonces las milicias gubernamentales habían capturado la última central eléctrica de Oviedo, lo que dejó a toda la ciudad sin luz ni energía eléctrica. Aranda se retiró a un cuartel situado en el centro de la ciudad, en mitad del dispositivo defensivo, y con una radio alimentada por una batería de coche exhortó a los defensores a «luchar como españoles hasta el final». Se envió un mensaje a la columna gallega diciéndoles que las fuerzas defensoras estaban casi sin municiones, pero que iban a luchar hasta el final. Las milicias republicanas habían sufrido unas bajas enormes. Además, sus fuerzas se encontraban con sus reservas de munición prácticamente agotadas, aunque seguían realizando progresos; ya habían penetrado en el casco urbano de Oviedo. Los sitiados, que se encontraban faltos de víveres y de electricidad, estaban próximos al colapso. Pero justo en ese momento, el 17 de octubre, la columna de socorro procedente de Galicia logró enlazar con los sitiados y levantar el sitio de Oviedo. Las milicias republicanas, que prácticamente se habían quedado sin municiones, detuvieron el asalto y emprendieron una retirada a las que habían sido sus posiciones de partida.

## Consecuencias
Los sublevados lograron establecer un estrecho y precario pasillo que conectaba la capital asturiana con el resto del territorio sublevado. En principio el peligro que se cernía sobre Oviedo había desaparecido, aunque la ciudad siguió estando sitiada por las fuerzas republicanas durante varios meses más, hasta el final de la Guerra en el Norte. La ciudad todavía sufriría varios ataques republicanos que, sin embargo, no lograron prosperar. Esta victoria le dio a Aranda una gran fama y popularidad en la zona sublevada. Continuaría al frente del sector de Oviedo durante un año más, y durante el resto de la contienda tomó parte en numerosas batallas y campañas militares.